# 田面村 (深圳)
深圳田面村位于深圳市福田区华富街道，中共福田区委员会、福田区人民政府原办公处所地。该村原为该区15个生产队之一，后经过农村城市化成为一个社区，村经济现保留田面实业股份公司。1983年10成立田面村委会，隶属上步区办事处。1985年3月隶属福田街道办事处，1989年10月划入华富街道，1992年8月成立田面居委会，2002年6月成立田面社区居委会。现有设计之都、酒店（合资）、学校等产业和配套设施，社区地处深圳市中心公园C区东南角，由东面的福田河、南面的深南大道、西面的皇岗路、北面的振华西路夹构而成。
改造后的田面新村有（建筑物）设计院2栋、富荔花园7栋、设计院11栋、股民新村51栋。

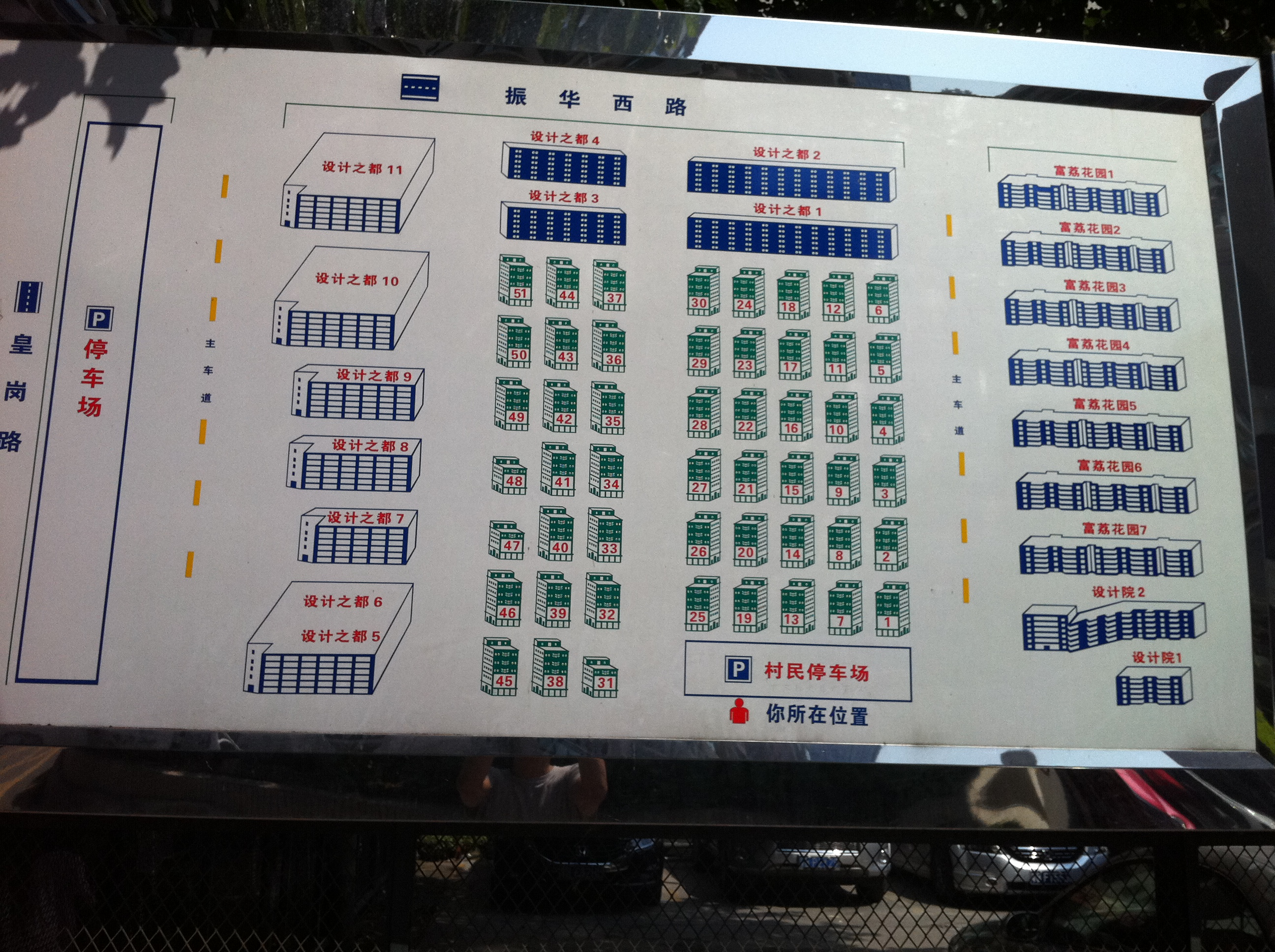
深圳田面村地图

## 历史
“田面”一词来源于农田前方，以往包含上田面、下田面两个自然村，1992年成立股份公司时仅有村民216人。现有深南大道、皇岗路、振兴路3个出入口，社区西临深圳市中心公园并为福田河分隔。
1992年10月由田面村民委员会改制成立田面集体股份公司并逐步建立田面工业区，经营来料加工、物业出租、合作开发房地产项目等，1998年实行旧村改造（农村城市化）并先后建成田面花园、城市绿洲花园、田面大厦、田面新村、田面城市大厦等住宅、商业楼宇。通过经济转型，田面工业区承租户由制造业转型发展为设计之都创意产业园，主要发展工业设计经济。
原田面上村地址上建成了田面花园和田面活动中心、幼儿园等，原田面下村地址上建成了田面大厦，城市绿洲花园和城市绿洲学校。

## 设施
- 田面城市大厦
- 花园格兰云天大酒店
- 设计之都创意产业园
- 公众停车场
- 股民停车场
- 田面社区健康服务中心
- 景山幼儿园
- 田面超市

## 交通
- 田面汽车站亭（深南大道西往东）
- 田面汽车站亭（深南大道东往西）

## 周边
- 深圳市中心公园管理处
- 深圳市第四人民医院
- 莲花中学：田面村为该校地段招生范围
- 华强职校
- 城市绿洲学校
- 田面食街
- 福田中学